# Stanisław Kobielus
Stanisław Kobielus (ur. 12 września 1939 w Wieprzu w powiecie wadowickim, zm. 3 stycznia 2020) – polski duchowny katolicki, pallotyn, historyk sztuki i poeta, prof. dr hab.

## Życiorys
Początkowo kształcił się w Andrychowie. Po wstąpieniu do Stowarzyszenia Apostolstwa Katolickiego, w 1965 r. otrzymał święcenia kapłańskie. Jednocześnie studiował a następnie podjął pracę naukową w warszawskiej Akademii Teologii Katolickiej. W 1989 habilitował się, zaś w 1998 uzyskał tytuł profesora nauk humanistycznych. Działalność naukową i edukacyjną prowadził do 1989 w Wydziale Kościelnych Nauk Historycznych i Społecznych, a następnie w Wydziale Nauk Historycznych i Społecznych w Katedrze Historii Sztuki Średniowiecznej i Ikonografii, przemianowanej w 2002 r. na Instytut Historii Sztuki UKSW.
Stanisław Kobielus był mediewistą, ponadto zajmował się ikonografią chrześcijańską i symboliką w dawnej sztuce sakralnej (od starożytności do nowożytności). Był autorem polskojęzycznej wersji Diversarum Artium Schedula Teofila Prezbitera oraz Fizjologów i Aviarium. Za działalność naukową otrzymał dnia 20 września 2007 r. Złoty Krzyż Zasługi, dwa lata później 11 czerwca Medal Komisji Edukacji Narodowej.

## Publikacje

### Książki i opracowania naukowe
- Niebiańska Jerozolima. Od sacrum miejsca do sacrum modelu, Warszawa 1989, (wyd. II, poprawione Ząbki 2004).
- Człowiek i ogród rajski w kulturze religijnej średniowiecza, Warszawa 1997.
- Krzyż Chrystusa. Od znaku do symbolu, od figury do metafory, Warszawa 2000 (wyd. II, poprawione Kraków 2011).
- Dzieło sztuki. Dzieło wiary. Przez widzialne do niewidzialnego, Ząbki 2002.
- Bestiarium chrześcijańskie. Zwierzęta w symbolice i interpretacji. Starożytność i średniowiecze, Warszawa 2002.
- Ikonografia zdrady i śmierci Judasza, Ząbki 2005.
- Florarium christianum. Symbolika roślin-chrześcijańska starożytność i średniowiecze, Kraków 2008
- Bóg nie kocha miast – klasztor jako miasto, [w:] Klasztor w mieście średniowiecznym i nowożytnym, red. Maria Derwich, Anna Pobóg-Lenartowicz, Wrocław-Opole 2000.
- Instrumentarium Boga jako Najwyższego Muzyka. (Starożytność i średniowiecze), „Folia Historiae Artium. Seria Nova”, 1999–2000.
- Nagość jako symbol i wartość w kulturze średniowiecza. „Communio. Międzynarodowy Przegląd Teologiczny”, XI 1991 nr 4

### Tomiki poezji
- Ilustrowane uogólnienia. Warszawa 1988
- Zaśpiewać światłem. Warszawa 1992
- Na wschód od duszy, Kraków 1996
- Uciekające krajobrazy, Kraków 1997
- W cieniu wiatru, Kraków 2000
- Wiersze z komentarzem, Kraków 2007